# 台灣花瓣蛤
台灣花瓣蛤（学名：Fronsella taiwanica）是帘蛤目寄生蛤科花瓣蛤屬的一种，也是花瓣蛤屬中最小的現生種。

## 形態描述
屬於微細貝類，只有0.3公分長、0.2公分高。鉸齒呈八字形。

## 分佈
本物種現時只於台灣台南市四草野生動物保護區發現。